# شاهندا وفا
شاهندا وفا (مواليد 1998) هي لاعبة شطرنج مصرية تحمل لقب أستاذة الشطرنج الكبرى (2017). وهي بطلة أفريقيا في الشطرنج للسيدات ثلاث مرات (2017، 2018، 2022).

## مسيرة الشطرنج
فازت وفا ببطولة الفتيات العربية لعام 2014، وبطولة الفتيات الأفريقية في الفئة العمرية تحت 16 عامًا. وكانت الفائزة المشتركة مع سابرينا لطرش في بطولة الشطرنج العربية للسيدات لعام 2014. في عام 2015، فازت ببطولة أفريقيا للشباب والفتيات الناشئات في الشطرنج. كما فازت وفاء ببطولة أفريقيا للسيدات للشطرنج مرتين على التوالي؛ في عام 2017 في وهران، وفي عام 2018 في ليفينغستون تأهلت لبطولة العالم للسيدات للشطرنج عام 2018.
لعبت وفا لصالح مصر في أولمبياد الشطرنج للسيدات:
- في عام 2012، في المركز الرابع في أولمبياد الشطرنج الأربعين (سيدات) في إسطنبول (+3، =2، -4).
- في عام 2014، في المركز الرابع في أولمبياد الشطرنج الحادي والأربعين (سيدات) في ترومسو (+4، =0، -4).
- في عام 2016، في المركز الرابع في أولمبياد الشطرنج الثاني والأربعين (سيدات) في باكو (+2، =4، -2).[14]
- في عام 2018، في المركز الثالث في أولمبياد الشطرنج الثالث والأربعين (سيدات) في باتومي (+6، =1، -3).[15]

كما لعبت وفا لصالح مصر في بطولة العالم للشطرنج للفرق:
- في عام 2015، حيث فازت في المركز الثاني في بطولة العالم الخامسة للشطرنج للسيدات 2015 في تشنغدو (+1، =0، -8).

وفي عام 2013، حصلت على لقب FIDE أستاذة دولية (WIM)، وحصلت على لقب أستاذة كبيرة (WGM) بعد ثلاث سنوات. كما تأهلت وفا لكأس العالم للشطرنج للسيدات 2023، بعد خسارتها بنتيجة 1.5 - 0.5 أمام ماي نارفا في الجولة الأولى، وتعد شقيقتها شروق وفا هي أيضًا أستاذة كبرى.

## روابط خارجية
- شاهندا وفا على موقع الاتحاد الدولي للشطرنج (الإنجليزية)
- شاهندا وفا على موقع مباريات الشطرنج (الإنجليزية)
- شاهندا وفا على موقع 365Chess.com (الإنجليزية)
- شاهندا وفا على موقع Chesstempo.com (الإنجليزية)
- شاهندا وفا سجل أولمبياد الشطرنج للسيدات على موقع OlimpBase.org (الإنجليزية)